# Легітимність
Легіти́мність (від лат. legitimus — згідно із законами, правомірний, законний) — здатність того чи іншого політичного режиму досягти суспільного визнання та виправдання обраного політичного курсу, прийнятих ним політичних рішень, кадрових або функціональних змін у структурах влади. Чим нижче рівень легітимності, тим частіше влада буде спиратися на силовий примус.
Легітимність — це широке та складне явище, яке виражає зв'язок інтересів людей з їх внутрішньою оцінкою, яка залежить від їх стверджень, світосприйняття та повсякденного життя. Легітимність може бути частковою та навіть неузгодженою, оскільки в суспільстві існують різні прошарки населення з різними інтересами.
Політична легітимність згідно положень англійського політолога Девіда Бітема (David Beetham) повинна мати «нормативну структуру політичної легітимності», яка складається з:
1. Влада відповідає прийнятим або встановленим у суспільстві правилам.
2. Ці правила виправдані шляхом посилання на віру, яку поділяють керовані і керуючі.
3. Є докази згоди на існуючі відносини влади.

Легітимність слід відрізняти від легальності.

## Типологія за Вебером
Німецький соціолог Макс Вебер виокремив три джерела політичної легітимності.
- Традиційна легітимність — ґрунтується на визнанні тих політичних дій, що відповідають цінностям і нормам традиційної політичної культури. В сучасних умовах в більшості країн традиції мають порівняно невелике значення для легітимності державної влади, але це не означає, що вони не використовуються для її зміцнення та створення уявлень про її законність, обґрунтованість. Традиційні способи легітимності державної влади пов'язані з особливою роллю релігії. В мусульманських та в деяких європейських країнах існує державна релігія. Проте, в європейських країнах існування та особливий статус державної церкви не обмежує свободи віросповідання, але державна церква отримує субсидії з державного бюджету. Голова держави, монарх, повинен відноситися до державної церкви. Така позиція монарха надає йому додаткової легітимності в уявленні вірних державної релігії.

- Харизматична легітимність — заснована на вірі в особисті якості лідера. В харизматичному лідері бачать втілення таких якостей, як мудрість, святість, героїзм. Харизматична легітимність будується на емоційному заряді, на бездумній довірі вождю. Зразки харизми Макс Вебер бачив у Христі, Будді, Магометі. Сучасні політологи бачать харизму не тільки у засновників світових релігій, але й поширюють її на революційних і тоталітарних вождів, на духовних батьків нації. Наполеон, М.Ганді, В.Ленін, Й.Сталін, А.Гітлер, Мао Цзедун в очах своїх послідовників володіли особливою святістю. Особливий випадок — харизма Папи Римського. Він володіє нею завдяки своєму становищу (функціональна харизма), тому що вважається спадкоємцем святого Петра, намісника Христа на землі.

- Легальна (раціональна) легітимність — має за джерело раціонально встановлені правила, норми (закони). В демократичних країнах це основний тип легітимності, що опирається на конституції і конкретні правові норми. Саме вони виступають посередниками між владою і народом, будучи обов'язковими і для народу, і для керівництва. Іншим проявом легальної влади, на думку Макса Вебера, виступає бюрократія, яка стає раціональною в епоху капіталізму. Раціонально-бюрократичний тип управління передбачає компетентність, наявність спеціальної освіти, наслідування в управлінській діяльності установленим правилам.

## Інші типи легітимності
Веберівська типологія отримала загальне визнання, хоча деякі вчені доповнюють її іншими типами легітимності. Американський політолог Д.Істон виділив ідеологічну легітимність, яка опирається на переконаність індивідів у вірності тих ідеологічних цінностей, які проголошені владою (це найефективніший тип легітимності); структурну легітимність, що випливає з довіри населення до структур і норм режиму (до законів, органів влади); персональну легітимність, що має своїм джерелом віру громадян у компетентність лідера, його здатність відповідним чином використовувати владу. В умовах демократії подібний тип легітимності проявляється у повторному переобранні лідерів на виборах. Наприклад, період президентства Б.Клінтона збігся з найдовшою за весь післявоєнний період хвилею економічного росту в США, що асоціювалося громадянами з успіхами діяльності його адміністрації і спричинило його повторне обрання.
Французький політолог Т. Л. Шабо говорить про можливість демократичної (опирається на волевиявлення керованих), технократичної (пов'язана з умінням володарювати) і онтологічної (відповідність влади універсальним принципам людського і соціального буття) легітимності.
Італійський соціолог і історик Г.Ферреро, характеризуючи типи легітимності форм правління, залежно від джерела походження влади виділяє два типи легітимності: монархічну і демократичну.
У реальній практиці різні типи легітимності можуть взаємно доповнювати один одного. Наприклад, у суспільстві, де зберігаються елементи патріархальної або підданської культури, традиції родоплемінних відносин, президенти, які пройшли через процедуру виборів, намагаються заручитися і традиційною легітимністю. Подібне поєднання правових і традиційних основ влади спостерігається і в минулих радянських республіках СРСР, а нині в суверенних державах Азії. Так, у біографії деяких президентів включені дані, що підкреслюють їх пряме походження від правителів або приналежність до найстаріших родів, які традиційно правили тут до входження цих територій у склад Російської імперії. Можливе поєднання харизматичної легітимності з легальною. Так, харизма генерала Ш.де Голля, національного героя Франції після обрання його президентом отримала підкріплення з боку авторитету права.
Найбільшим потенціалом легітимності володіють демократичні режими, в яких додатковим джерелом легітимності влади є економічна і соціальна ефективність режиму, що виражається високим рівнем життя населення. Диктаторські режими, побудовані на примусі, також намагаються заручитися легітимністю. Значною мірою тоталітарні режими (СРСР, націонал-соціалістична Німеччина) опиралися на ідеологічну і харизматичну легітимність. Тут за допомогою ідеологічних міфів і пропаганди були створені культи вождів і віра у справедливість існуючого режиму.